# Sundochernes queenslandicus
Espèce
Sundochernes queenslandicus est une espèce de pseudoscorpions de la famille des Chernetidae.

## Distribution
Cette espèce est endémique du Queensland en Australie. Elle se rencontre vers Marburg.

## Description
Le mâle holotype mesure 2 mm.

## Étymologie
Son nom d'espèce lui a été donné en référence au lieu de sa découverte, le Queensland.

## Publication originale
- Beier, 1975 : Neue Pseudoskorpione aus Australien und Neu-Guinea. Annalen des Naturhistorischen Museums in Wien, vol. 78, p. 203-213 (texte intégral).